# Auguste Dumont (giornalista)
Auguste Dumont (Parigi, 22 maggio 1816 – Parigi, 2 maggio 1885) è stato un giornalista, saggista e scrittore francese, ha pubblicato saggi usando lo pseudonimo di Martial d'Estoc.

## Biografia
Dumont fu studente presso il Lycée Saint-Louis e Lycée Louis-le-Grand, divenne avvocato. Fece il suo debutto a vent'anni, ma giornalisticamente nella cura di suo padre, la società di stampa Théodore Boulé il quotidiano  Propagateur.
Diresse , amministrò e fondò i seguenti quotidiani:
- Le Propagateur
- L’Estafette (1842–1847)
- La République
- Le Courrier de Paris
- L’Opinion nationale
- Le Figaro
- La Lanterne
- L'Événement
- Le Télégraphe
- Gil Blas

## Pubblicazioni
Sotto lo pseudonimo di Martial d'Estoc
- Les Ravachols de la loi. A M. Ricard, ministre de la Justice..., impr. de Troublé, 1892.
- Autour de la trahison, le dossier secret, roman symbolique, avec Édouard Guillemain, Éditeur "Courrier littéraire de la presse, 1898.
- Les Réquisitoires de l'histoire de France, 1600-1892. Les Adultères royaux, Éditeur A. Dumont, 1891.
- Piège au nord. Germanisation de la Belgique, l'Allemagne et la France en présence, par un ex-officier, Éditeur E. Dentu, 1888
- La Légende de l'étoile du sud. La Cartomancienne, Éditeur E. Dentu, 1888.
- L'inquisition maçonnique; la marche à la mort, Le courrier littéraire de la presse, Paris 1907.
- Les Chemins de fer, causes permanentes des catastrophes, 1889.
- Nouvelles chroniques de l'Œil-de-bœuf, Éditeur "Courrier littéraire de la presse, 1903.

Romanzi
- Les Infâmes. Henri de La Varnière, grand roman réaliste, Éditeur F. Dijon, 1886.
- Les Cyniques. Zizi la Fourmi, Éditeur L. Montenat, 1886.

Con lo pseudonimo del Le Comité Le Franc de Taviers
- Frère Malapion, ou les Frères congréganistes sous la IIIe République. - L'Histoire d'un livre ["les Jésuites rouges de la franc-maçonnerie"] et la franc-maçonnerie, Éditeur Revue Gerson, 1895.